# Hayden (Indiana)
Hayden è un census-designated place (CDP) degli Stati Uniti d'America, situato nello stato dell'Indiana, nella contea di Jennings.